# Attila Hazai

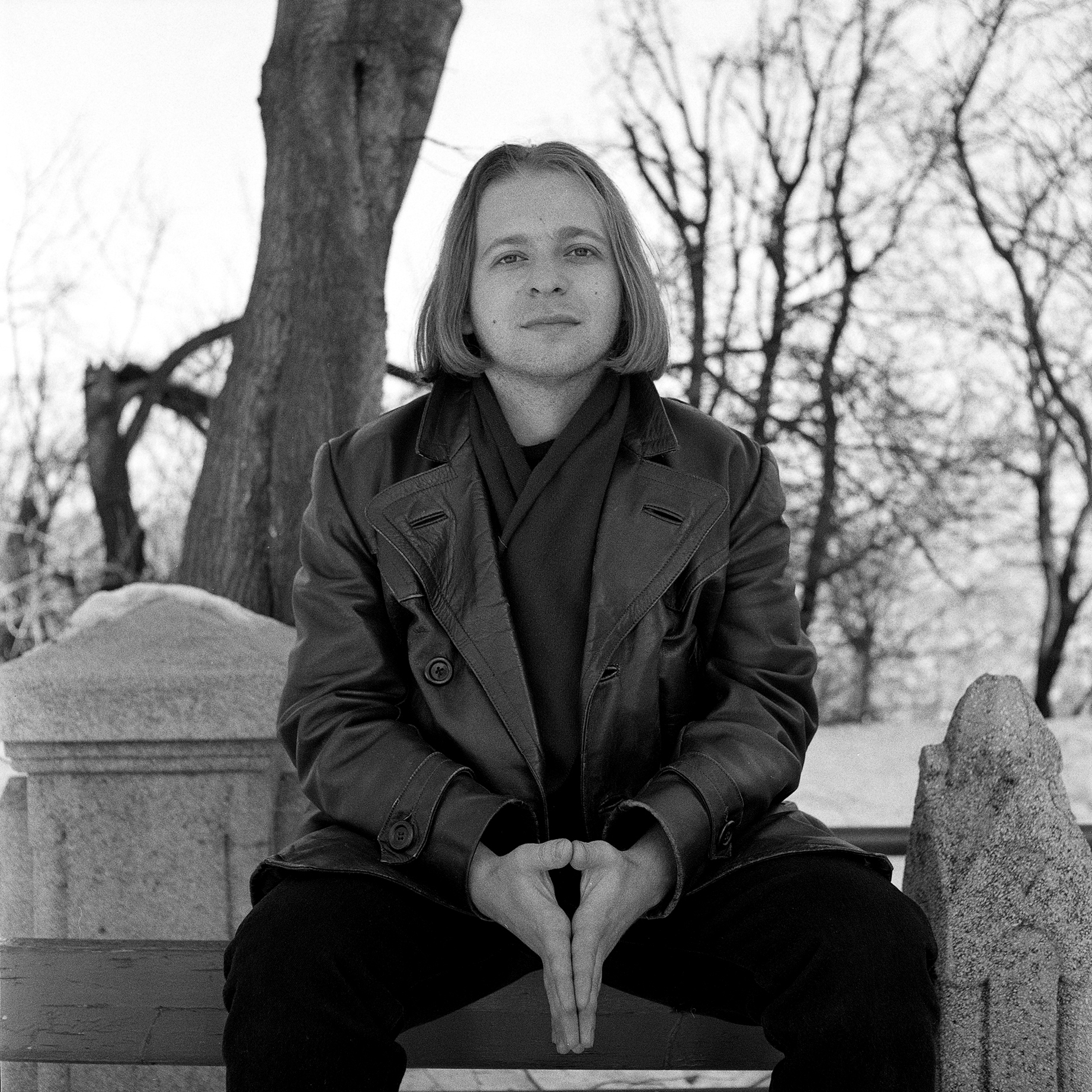
Attila Hazai

Attila Hazai (* 30. April 1967 in Budapest; † 5. April 2012) war ein ungarischer Schriftsteller.

## Leben
Von 1987 bis 1995 studierte Hazai Anglistik an der Loránd-Eötvös-Universität. Seit 1995 war er als Redakteur bei Link Budapest, einem Internetmagazin für zeitgenössische Literatur, tätig. Im Jahr 1999 erhielt er ein Zsigmond-Móricz-Literaturstipendium. Hazai war Mitglied des Attila-József-Kreises (ungarisch József Attila Kör) sowie Mitglied des Schriftstellerverbandes Szépírók Társasága, von 2000 bis 2004 dessen Vizepräsident. Als Musiker war er in den Gruppen Pepsi Érzés und Hazai Íz tätig. Er schrieb das Drehbuch für den Film Rám csaj még nem volt ilyen hatással. Weiterhin übersetzte er literarische Werke aus dem Englischen ins Ungarische, unter anderem von Raymond Carver, Walter Kirn und James Frey. Hazai hat auch unter dem Pseudonym Feri Soros veröffentlicht.

## Werkauswahl
- Feri: Cukor Kékség, 1992
- Szilvia szüzessége, 1995
- Budapesti skizo, 1997
  - deutsch: Budapester Schizo (aus dem Ungarischen übersetzt von Móka Farkas).
 Verlag Tibor Schäfer, Herne 1999, ISBN 3-933337-07-0
- Szex a nappaliban, 2000
- Feri Soros: A világ legjobb regénye, 2000